# Oxymycterus dasytrichus
Oxymycterus dasytrichus é uma espécie de roedor da família Cricetidae. Endêmica do Brasil, onde pode ser encontrada nos estados da Bahia, Espírito Santo, Minas Gerais, Rio de Janeiro e São Paulo.